# Mesocetus
Genre
Mesocetus est un genre éteint de cétacés à fanons dont les espèces ont vécu au Miocène. Des restes fossiles ont été mis au jour en Europe, en Belgique et dans les Balkans. En France, des vestiges ont été trouvés notamment dans le calcaire helvétien (Miocène moyen) près de Mont-de-Marsan par le préhistorien et naturaliste landais Pierre-Eudoxe Dubalen (1851-1936).

## Systématique
Le genre Mesocetus a été créé en 1880 par le zoologiste belge Pierre-Joseph Van Beneden (1809-1894),.

## Liste d'espèces
Selon Paleobiology Database (19 septembre 2022) :
- † Mesocetus agrami van Beneden, 1886
- † Mesocetus aquitanicus Flot, 1896
- † Mesocetus hungaricus Kadic, 1907
- † Mesocetus longirostris van Beneden, 1880
- † Mesocetus pinguis van Beneden, 1880 - nomen dubium
- † Mesocetus siphunculus (Cope, 1895)

## Publication originale
- P.-J. Van Beneden, « Les Mysticètes à courts fanons des sables des environs d'Anvers », Bulletins de l'Académie royale des sciences, des lettres et des beaux-arts de Belgique., Bruxelles, vol. 50,‎ 1880, p. 11-25 (ISSN 0770-7509, OCLC 1589466 et 472187722, lire en ligne).